# Vokhid Shodiev
Vokhid Shodiev (Fergana, 1986. november 9. –) üzbég labdarúgó, az élvonalbeli Bunyodkor középpályása.

## Pályafutása

### Klubcsapatokban
Játszott az üzbég és a malajziai első osztályban.

### A válogatottban
2013-ban mutatkozott be az üzbég válogatottban. 2013. november 6-án behívták a 2015-ös Ázsia-kupa selejtező  mérkőzésére, amelyet 2013. november 15-én rendeztek Vietnám ellen. Ezen a mérkőzésen szerezte első nemzetközi gólját.
Bekerült a 2015-ös Ázsia-kupa üzbég keretébe, ahol egy alkalommal lépett pályára: a csoportkörben a Szaúd-Arábia elleni 3–1-es győzelem során.